# Riu Saskatchewan Sud

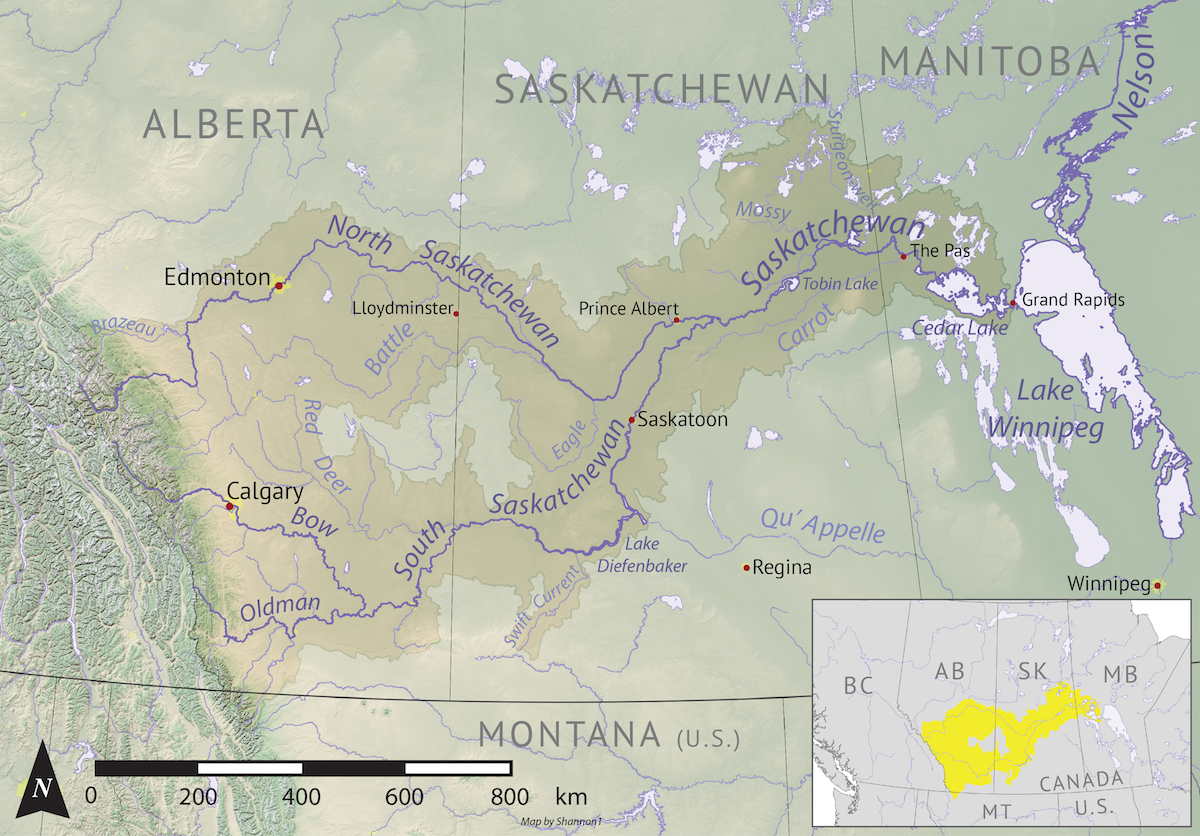
Mapa de la conca del riu

El riu Saskatchewan Sud (en anglès:South Saskatchewan River és un riu del Canadà amb una llargada de 1.392 km.
Neix a Alberta de la confluència del rius Bow i l'Oldman i passa per la ciutat de Medicine Hat a Alberta i la de Saskatoon a Saskatchewan.
Forma el llac Diefenbaker.
El seu afluent principal és el riu Red Deer i s'uneix al riu Saskatchewan Nord per formar el riu Saskatchewan.
Té una conca de prop de 146.100 km² i un cabal de 280 m³/s.